# Azoia de Cima e Tremês
Azoia de Cima e Tremês (oficialmente: União das Freguesias de Azoia de Cima e Tremês) é uma freguesia portuguesa do município de Santarém, com 33,29 km² de área e 2154 habitantes (censo de 2021). A sua densidade populacional é 64,7 hab./km².

## História
Foi criada aquando da reorganização administrativa de 2012/2013,  resultando da agregação das antigas freguesias de Azoia de Cima e Tremês.

## Demografia
A população registada nos censos foi:
| Distribuição da População por Grupos Etários | Distribuição da População por Grupos Etários | Distribuição da População por Grupos Etários | Distribuição da População por Grupos Etários | Distribuição da População por Grupos Etários | Distribuição da População por Grupos Etários |
| -------------------------------------------- | -------------------------------------------- | -------------------------------------------- | -------------------------------------------- | -------------------------------------------- | -------------------------------------------- |
| Antes da agregação                           |                                              |                                              |                                              |                                              |                                              |
| Ano                                          | 0-14 anos                                    | 15-24 anos                                   | 25-64 anos                                   | >= 65 anos                                   | Total                                        |
| 2001                                         | 334                                          | 348                                          | 1332                                         | 669                                          | 2683                                         |
| 2011                                         | 309                                          | 215                                          | 1263                                         | 690                                          | 2477                                         |
| Após a agregação                             |                                              |                                              |                                              |                                              |                                              |
| Ano                                          | 0-14 anos                                    | 15-24 anos                                   | 25-64 anos                                   | >= 65 anos                                   | Total                                        |
| 2021                                         | 226                                          | 218                                          | 1016                                         | 694                                          | 2154                                         |